# Referendum in Ruanda 1961
Das Referendum in Ruanda 1961 wurde am 25. September 1961 abgehalten. Die Abstimmung betraf die Fragen, ob das Königreich Ruanda – damals Teil des belgischen Ruanda-Urundi – nach der Unabhängigkeit im folgenden Jahr eine Monarchie bleiben solle und ob der amtierende König Kigeli V. noch König bleiben solle.
Bei einer Wahlbeteiligung von 95 Prozent beantworteten fast 80 % der Wähler beide Fragen ablehnend.

## Ergebnisse

### Frage über Monarchie
Soll die Monarchie in Ruanda beibehalten werden?
| Option                  | Stimmen   | Anteil  |
| ----------------------- | --------- | ------- |
| Ja                      | 253.963   | 20,15 % |
| Nein                    | 1.006.339 | 79,85 % |
| ungültige/leere Stimmen | 14.329    | -       |
| gesamt                  | 1.274.631 | 100 %   |
| Quelle:                 |           |         |

### Königswahl
Soll König Kigeli V. König Ruandas bleiben?
| Option                  | Stimmen   | Anteil |
| ----------------------- | --------- | ------ |
| Ja                      | 257.510   | 20,4 % |
| Nein                    | 1.004.655 | 79,6 % |
| ungültige/leere Stimmen | 11.526    | -      |
| gesamt                  | 1.273.691 | 100 %  |
| Quelle:                 |           |        |